# 위스콘신 대학교 매디슨

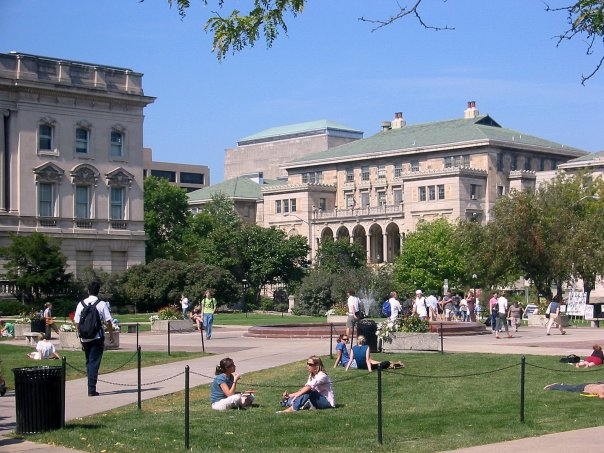
위스콘신 대학교 캠퍼스

위스콘신대학교 매디슨(영어: University of Wisconsin-Madison)은 미국 위스콘신주의 주도인 매디슨 소재 주립 대학으로 위스콘신 대학교 시스템에서 중심이 되는 세계 최상위권 대학교이다. 워싱턴 월간지에 따르면 2021년 기준 미국 대학 랭킹 4위를 기록하였으며 ARWU 기준 세계 대학 31위를 기록하고 있다. 미국의 사립 명문대학인 아이비 플러스 수준의 교육을 제공하는 공립 대학교를 의미하는 퍼블릭 아이비 대학들 중 하나로 꼽히며 미시간 대학교,  퍼듀 대학교,  일리노이 대학교와 더불어 미 중서부를 대표하는 명문 주립대학교 중 하나로 간주된다. 2020년 기준 26명의 노벨상 수상자, 38명의 퓰리쳐 상 수상자와 2명의 필즈 상 수상자를 배출하였고 미국 내 대학 중 8번째로 많은 연구비를 소유하고 있는 것으로 알려져 있다. 또한 포춘 500 기업 가운데 가장 많은 CEO를 배출한 대학교로 기록되었다.

## 평가

### 대학 순위
2022년 《U.S. 뉴스 & 월드 리포트》 세계 대학 순위에서 52위, 전미 42위, 전미 공립대학 14위로 평가되었다.
2022년 《타임스 고등교육 세계 대학 랭킹》 세계 대학 순위에서 58위, 세계 대학 명성 35위로 평가되었다.
2022년 《QS 세계 대학 랭킹》 세계 대학 순위에서 75위, 전미 58위로 평가되었다.
2022년 《CWUR》 세계 대학 순위에서 27위로 평가되었다.
2022년 《세계 대학 학술 랭킹》 세계 대학 순위 31위로 평가되었다.
2021년 《Washington Monthly》 전미 4위로 평가되었다.

### 학과 순위
학부 순위
위스콘신 대학교 매디슨 대부분의 학과는 4천개가 넘는 미국 종합대학의 학부 순위에서 20위권을 기록하고 있다.
이공계 프로그램:
- 화학 공학 (Chemical Engineering) 6위
- 약학 (Pharmacy) 7위
- 산업 공학 (Industrial Engineering) 8위
- 수의학 (Veterinary Medicine) 8위
- 컴퓨터 공학 (Computer Engineering) 9위
- 화학 (Chemistry) 9위
- 생명 공학 (Biological Engineering) 11위
- 통계학 (Statistics) 12위
- 환경 공학 (Environmental Engineering) 12위
- 컴퓨터 과학 (Computer Science) 13위
- 재료 공학 (Materials Engineering) 14위
- 지구 과학 (Earth Science) 15위
- 수학 (Mathematics) 16위
- 기계 공학 (Mechanical Engineering) 17위
- 물리학 (Physics) 17위
- 토목 공학 (Civil Engineering) 17위
- 전기/전자 공학 (Electrical/Electronic Engineering) 18위

인문계 프로그램:
- 재활상담 (Rehabilitation Counseling) 1위
- 교육학 (Education) 4위
- 임상 심리학 (Clinical Psychology) 5위
- 사회학 (Sociology) 6위
- 특수교육학과 (Special Education) 7위
- 역사학 (History) 9위
- 경제학 (Economics) 12위
- 사회 복지학 (Social Work) 12위
- 심리학 (Psychology) 13위
- 정치학 (Political Science) 15위
- 마케팅 (Marketing) 19위
- 회계학 (Accounting) 21위
- 금융학 (Finance) 23위

대학원 순위
매디슨 위스콘신 대학 박사과정 교육의 우수성은 역사적으로 아주 유명하다. 가장 최근의 전미 연구위원회 연구박사학위 과정 평가순위에서 78개 프로그램이 적합 판정을 받아 평가 보고되었으며, 미국 전국 대학 중 평가 보고된 프로그램 수에서 가장 많았다. 그 중 59개 프로그램이 R 등위 또는 S 등위 중 하나에서 상위 17위 이내에 들어, 212개 대학중 전체 1위를 기록했으며, 이는 하버드 대학교, 스탠퍼드 대학교, 캘리포니아 대학교 버클리 등 다른 경쟁 대학보다 많은 숫자이다. 또한 많은 우수한 프로그램이 상위권에 속함으로써 최근 평가보고서에서 최고점수를 받은 몇몇 안되는 대학 중 하나이다. 학부와 대학원 모두 한국인 유학생 숫자가 전통적으로 많으며, 덕분에 한국 대학의 교수를 2번째로 많이 배출한 해외 대학이기도 하다.
이공계 프로그램:
- 생화학 (Biochemistry) 2위
- 컴퓨터과학 (Computer Science) 6위
- 컴퓨터공학(Computer Engineering) 8위
- 플라즈마 물리학 (Plasma Physics) 3위
- 미생물학 (Microbiology) 4위
- 핵공학(Nuclear Engineering)  3위
- 인공지능 (Artificial Intelligence) 7위
- 수의학 (Veterinary Medicine) 5위
- 화공(Chemical Engineering) 6위
- 산공(Industrial Engineering) 6위
- 화학 (Chemistry) 9위
- 약대 (Pharmacy) 7위
- 통계학 (Statistics) 6위
- 지질학 (Earth Sciences) 13위
- 의과대학 (Medical School) 14위
- 수학 (Math) 6위

인문계 프로그램:
- 언어 병리학 (Speech-Language Pathology) 3위
- 사회학 (Sociology) 6위
- 역사학 (History) 9위
- 경제학 (Economics) 12위
- 심리학 (Psychology) 13위
- 정치학 (Political Science) 15위
- 도서관 정보학 (Library and Information Studies) 14위
- 영문학 (English) 20위
- 법학 (Law) 30위
- 경영학 (Business School) 34위
- 교육정책학 (Education Policy) 4위

## 연구
위스콘신 대학교 매디슨은 미국 내 대학 중 R&D 지출 규모가 3위를 기록할 정도로 연구 중심의 대학이다. 미국 대학 협회의 초기 창립 맴버이며, 2012년 기준, UW-Madison은 존스 홉킨스 대학교와 미시간 대학교에 이어 미국에서 3번째로 연구비를 많이 사용한 대학으로 기록되었다 ($1.1 Billion, 한화 약 1조 2천억원). 2017년 기준 Carnegie Classification of Institutions of Higher Education에 의해 박사학위를 수여하는 대학교중 가장 연구를 많이 하는 대학교 1위로 선정되었다.
위스콘신 대학교 매디슨은 100개 이상의 연구 단지와 연구 프로그램을 운영하고 있다. 1940년대에 미국 최초로 암 연구센터를 설립, 스터퍼 (J.F. Stauffer)와 바커스 (Myron Backus)가 페니실린 대량생산의 열쇠를 풀었고,1960년대에는 Verner Suomi에 의한 기상인공위성 스핀-스캔 카메라연구가 현재의 기상위성 기술의 기반을 다졌으며, 그 외에도 Hector DeLuca 교수의 의한 비타민 D 생성연구, Lawrence Landweber 교수의 Computer Science Network (CSNET) 설립제안, 1998년에는 James Thomson 랩에서 배아줄기세포 (Embryonic Stem Cell)을 최초분리하는 등의 엔지니어링, 컴퓨터공학, 의료과학, 생명과학분야에 있어서 역사적인 두각을 나타내었다.

## 캠퍼스
캠퍼스가 위치한 매디슨은 맨도타 호(Lake Mendota) 와 모노나 호(Lake Monona)라는 두 아름다운 호수 사이에 위치한 도시로, 우측에는 위스콘신 주의 주 청사가 들어서 있고, 메디슨 캠퍼스의 상징적 건물인 Bascom Hall과 마주보고 있다. 주 청사와 Bascom hall 사이의 State street라는 거리는 상점가로 유명하며, 많은 신입생들이 처음 교과서를 구입하기 위해 들리게 될 University Book Store도 여기에 있다.
학교 크기는 여의도 면적의 약 1.3배 정도인 933 에이커로 여느 미국 대학교 다운 굉장히 큰 규모를 자랑한다. 학교가 소유한 골프장 (University Ridge Golf Course)이라든지, 식목원 (UW Arboretum)등 여러 학교의 소유지도 캠퍼스에 포함하기 시작하면 미국 대부분의 학교와 비교해도 훨씬 더 크고 아름다운 사이즈를 자랑한다. 주 여기저기에 위치한 연구단지 및 분교 캠퍼스를 합치기 시작하면 무려 10,600 에이커 (4,290 ha - 축구장 약 4500개 크기).

## 저명한 동문
위스콘신 대학교 매디슨은 여러 분야에서 유명한 동문들을 배출했다.
사업 분야에서는 현 마이크로소프트 CEO 사티아 나델라, 전 야후! CEO Carol Bartz, 전 킴벌리-클라크 CEO Thomas J. Falk, 전 할리버튼 CEO David J. Lesar, 전 제너럴 일렉트릭 회장 Philip D. Reed, 현 Burlington CEO Thomas A. Kingsbury, 전 Rockwell Automation CEO Keith Nosbusch, 전 항철공사 CEO Chow Chung-Kong, 전 Pitney Bowes CEO이자 현 MoveFlux Corporation CEO Michael J. Critelli, 전 할리데이비슨 부회장 Willie G. Davidson, 현 Epic Systems CEO Judith R. Faulkner, 현 Pinduoduo CEO Colin Huang, 현 SDVI CEO Lawrence Kaplan, 현 BitKeeper CEO Larry McVoy, 현 시스코 시스템즈 CEO John P. Morgridge, 전 Campbell Soup Company CEO William Beverly Murphy, 전Qwest/Tellabs/Ameritech CEO Richard Notebaert, 전 엑슨모빌 CEO Lee R. Raymond, 현 Exelon CEO John Rowe, 현 KLA Corporation CEO Kenneth L. Schroeder, 현 스탠더드 앤드 푸어스 회장 Deven Sharma, 현 트레인 회장 Reuben Trane, ManpowerGroup 창립자 Elmer Winter, China International Capital Corporation(CICC) CEO Zhu Yunlai 등이 있다.
정치 분야에서는 미국의 제46대 부통령이자 미국 공화당의 정치가 딕 체니, 미국의 상원의원 로버트 M. 라폴레트 시니어, 라이베리아 제 24대 대통령 엘런 존슨설리프, 튀니지 국방장관 카멜 모르잔, 전 방글라데시 대통령 Iajuddin Ahmed, 미국의 상원의원 Tammy Baldwin, 미국의 상원의원 Russ Feingold, 부탄 전 총리 예셰이 짐바, 미국의 상원의원 Herb Kohl, 미국의 공화당 정치인  로버트 시니어, 레소토의 정치인 및 전 총리 파칼리타 모시실리, 미국의 상원의원 Gaylord Nelson, 미국의 외교관이자 제 7대 주한 미국 대사 새뮤얼 D. 버거, 미국의 상원의원 S. I. 하야카와, 제 37대 세컨드 레이디 린 체니 등이 있다.
학계에서는 생화학자이자 비타민 A 공동발견자 엘머 매콜럼, 생화학자 허버트 스펜서 개서, 자연주의자, 작가, 자연보호주의자 존 뮤어, 우주비행사 짐 러벨, 컴퓨터 공학의 선구자 하워드 에이컨, 자연주의자 및 작가 존 뮤어, 일본의 생화학자 기무라 모토, 독일의 생물학자 에르빈 네어, 천문학자 올린 에겐, 루터란 신학자 게르하르트 포드, 아동 심리학자 아널드 게젤, 생물학자이자 TGF-β에 대한 선구자 아니타 로버츠, 철학자 존 설, 컴퓨터 그래픽 연구자 팻 핸러핸, 응용 수학자 리처드 E. 벨먼, 사회학자 찰스 라이트 밀스, 심리학자 칼 로저스, 컴퓨터 과학자 진 암달, 정신과 의사이자 심리학자 밀턴 에릭슨, 심리학자 에이브러햄 매슬로, 생물학자 린 마굴리스, 역사가 스티븐 앰브로즈, 역사학자 프레드릭 잭슨 터너, 전 샌프란시스코 주립 대학 총장 S. I. 하야카와근대 건축가 프랭크 로이드 라이트, 역사가 존 킹 페어뱅크, 비행기 조종사, 작가, 발명가, 탐험가, 사회 활동가 로버트 M. 라폴레트 시니어, 수학 교수 존 앨런 파울로스, 소설가 로런 그로프, 경제학자 얀 하치우스, 철학자 달라스 윌라드, 이론 물리학자 에드워드 위튼, 비행가 찰스 린드버그, 물리학자 존 바딘, 우주인 로럴 클라크, 군인이자 우주인 짐 러벨, CBS 뉴스 리포터 Rita Braver, 동아시아 정보 처리 전문가 켄 런디, 작가 유도라 웰티, 작가 마조리 롤링스, 리서쳐 Hector DeLuca 등이 있다.
예술 분야에서는 배우 조앤 큐잭, 배우이자 희극인 앤더스 홈, 기타리스트, 가수, 작곡가 스티브 밀러, 심슨 가족 시리즈 음악의 작곡가 앨프 클라우슨, 배우 캐리 쿤, 배우 돈 어미치, 배우 제인 캐즈매럭, 배우 대니얼 J. 트라반티, 배우 윌러드 워터먼, 배우 제나 롤런즈, 배우 숀 윌리엄 스콧, 배우 샤롯 주커, 배우 브라이언 스택, 배우 애그니스 무어헤드, 배우 브래드 로, 배우 프레드릭 마치, 디자이너 겸 사업가 Virgil Abloh, 포토저널리스트 Lynsey Addario, 영화 감독 Walter Mirisch, 영화 감독 Errol Morris, 영화 감독 마이클 만, 영화 감독 마크 웨브, 극작가이자 작곡자 제리 보크, 가수 보즈 스캑스 등이 있다.
스포츠 분야에서는 미국의 스피드스케이팅 선수이자 올림픽 5관왕 에릭 하이든, 미국의 육상선수이자 올림픽 4관왕 앨빈 크렌즐린, 미국의 수영 선수 올림픽 챔피언 칼리 파이퍼, 미국의 허들 선수 조지 포지, 전 미국 NBA 농구선수 마이클 핀리, 미국의 미식축구 선수 러셀 윌슨, 미국의 미식축구 선수 J. J. 와트, 미국의 아이스하키 선수 로럴 클라크 등이 있다.

### 노벨상 수상자
위스콘신 대학교 매디슨은 졸업생과 패컬티를 합쳐 무려 총 26명의 노벨상 수상자를 배출해 냈으며, 38명의 퓰리처상 수상자를 만들어 냈다.
- 존 바딘: 1956 노벨 물리학상, 1972 노벨 물리학상 (B.S. 1928, M.S. 1929)
- 잭 킬비: 2000 노벨 물리학상 (M.S. 1950)
- 솔 벨로: 1976 노벨 문학상
- 권터 블로벨: 1999 노벨 생리학·의학상 (Ph.D. 1967)
- 폴 보이어: 1997 노벨 화학상 (M.S. 1941, Ph.D. 1943)
- 허버트 스펜서 개서: 1944 노벨 생리학·의학상 (A.B. 1910, A.M. 1911)
- 앨런 맥더미드: 2000 노벨 화학상 (M.S. 1952, Ph.D. 1953)
- 스탠퍼드 무어: 1972 노벨 화학상 (Ph.D. 1938)
- 에르빈 네어: 1991 노벨 생리학·의학상 (M.S. 1967)
- 시어도어 슐츠: 1979 노벨 경제학상 (M.S. 1928, Ph.D. 1930)
- 에드워드 로리 테이텀: 1958 노벨 생리학·의학상 (B.A. 1931, M.S. 1932, Ph.D. 1935)
- 존 해즈브룩 밴블렉: 1977 노벨 물리학상 (A.B. 1920)
- 윌리엄 캠벨: 2015 노벨 생리학·의학상(Ph.D. 1957)
- 조슈아 레더버그: 1958 노벨 생리학·의학상 (Faculty)
- 유진 위그너: 1963 노벨 물리학상 (Faculty)
- 조지프 얼랭어: 1944 노벨 생리학·의학상 (Faculty)
- 하르 고빈드 코라나: 1968 노벨 생리학·의학상 (Faculty)
- 하워드 마틴 테민: 1975 노벨 생리학·의학상 (Faculty)
- 올리버 스미시스: 2007 노벨 생리학·의학상 (Faculty)
- 외 여러명

### 한인 출신 인물
위스콘신 대학교 매디슨은 많은 한인 출신의 저명한 동문들을 배출했다. 또한, 한국 대학의 교수를 2번째로 많이 배출한 해외 대학이다 (372명).
최종현 SK그룹 제2대회장, 전국경제인연합회 제21,21,23대 회장 (화학 학사학위) / 허동수 전 GS칼텍스 회장 / 유승민 바른정당 제19대 대통령 선거 후보, 전 바른미래당 대표 / 데니스 홍 로봇공학자, 로봇 연구소 로멜라 소장 (기계공학 학사학위) / 권희백 현 한화투자증권 대표이사 / 김무환 현 포항공대 총장, 안종범 전 대통령비서실 경제수석비서관 / 최경환 경제부총리 겸 기획재정부 장관 / 강석훈 前 국회의원, 대통령비서실 경제수석비서관 / 김성렬 대한민국 제2대 행정자치부 차관 / 김재홍 전 대한무역투자진흥공사 사장 / 김진표 전 부총리, 전 재정경제부 장관, 전 교육인적자원부 장관, 한일의원연맹 회장 / 김덕중 전 교육부 장관, 전 서강대 교수 / 심재민 전 아시아경제신문 부사장, 전 광남일보 사장, 광주광역시장 권한대행 / 윤상직 전 지식경제부 제1차관, 전 산업통상자원부 장관 / 김태석 제14대 부산광역시 사하구청장 / 노정혜 한국연구재단 이사장 / 이병훈 유니베라 회장 / 윤증현 전 기획재정부 장관, 케이정책플랫폼 이사 / 최정섭 제10대  한국농촌경제연구원장 / 박대동 제19대 국회의원 /  박승환 제17대 국회의원 / 안종범 전 청와대 경제수석, 전 청와대 정책조정수석 / 육동한 전 국무총리실 국무차장 / 이승윤 전 부총리 겸 경제기획원 장관,  제14대 국회의원, 전 재무부 장관 / 이만우 (1950년) 제19대 국회 새누리당 비례대표 국회의원 | 박태호 한국국제통상학회 회장, 서울대학교 국제대학원장 역임 / 김성태 대한민국의 국회의원, 전 한국정보화진흥원 원장, 전 융합산업연합회 회장 / 김상범 전 서울특별시 행정1부시장 / 정문헌 제17대 한나라당 국회의원과 19대 국회의원 / 최종구 전 대한민국의 제6대 금융위원회 위원장, 전 한국수출입은행장 / 이윤호 (1948년) 前 초대 대한민국 지식경제부 장관 / 이내영 전 국회입법조사처 처장, 전 한국국제정치학회 부회장 / 이우주 대한민국의 의사, 연세대학교 제7·8대 총장, 한국과학기술한림원 회원 / 최병환 전 국무조정실 제1차장 / 박길성 한국사회학회 회장, 현 고려대학교 사회학과 교수 / 강정구 대한민국의 사회학자, 전 한국산업사회연구회 회장 / 김예지 국민의힘 제21대 국회의원 (비례대표) / 장병완 전 민주평화당 원내대표 / 최광 제34대 보건복지부 장관 / 장윤금 제20대 숙명여자대학교 총장, 전 서울총장포럼 회장 / 이진순 숭실대학교 경상대학장, KDI(한국개발연구원)원장, 김대중대통령 경제참모 / 윤증현 금융감독원장, 기획재정부장관 / 최종구 금융위원회 위원장 / 황인철 대한민국 경기도 교육청 부교육감 / 정덕구 대한민국의 국회의원, 전 산업자원부 장관 / 유규창 한양대학교 경영대학장 / 박원석 중앙대학교 법학전문대학원 교수 / 강준만 현 전북대학교 신문방송학과 교수 / 김현석 현 동국대학교 서울캠퍼스 전자전기공학부 교수 / 손창일 수원대학교 법학과 조교수 / 정호용 전 기획재정부 사무관, 전남대학교 경제학과 교수 / 박희수 경북대학교 식품공학부 교수 / 맹상진 홍익대학교 기계공학부 교수 등이 있다.

## 스포츠
상징 마스코트는 버킹햄 U. 뱃져 (Buckingham U. Badger) 줄여서 버키 뱃져 (Bucky Badger) 라고 불리는 이름의 오소리다. 주로 버키 (Bucky) 라고 불린다.
팀명은 Badgers(오소리들)로 BIG Ten Conference 소속이다.
현재 풋볼과 농구에서 엄청난 강세를 보이고 있으며, 지난 25년간('95~) 전미에서 43회로 가장 많은 풋볼 Bowl game(22회)과 NCAA Tournament(21회)에 출전한 것으로 유명하다. (2위 UT-Austin 40회, 3위 U of Florida 39회, 4위 Michigan State 39회 등)